# فرقة رضا
فرقة رضا فرقة استعراضية مصرية بدأت في نهاية الخمسينات من القرن الماضي تحت قيادة محمود رضا وقدمت عروضا لاقت القبول والاستحسان. وتعتبر أول فرقة خاصة للفنون الشعبية.

## بدايات الفرقة
فكر الفنان محمود رضا في تكوين أول فرقة خاصة للفنون الشعبية بالاشتراك مع الراقص الأول والمصمم والمؤلف الموسيقي علي رضا، والراقصة الأولى فريدة فهمي بعد الرحيل المفاجئ للفنانة نعيمة عاكف بالإضافة إلى خبرتها في التدريب وتصميم الأزياء، وهكذا قدمت الفرقة أول عروضها على مسرح الأزبكية في أغسطس عام 1959، وقد بلغ عدد أعضائها عند التأسيس 13 راقصة و13 راقصاً و 13 عازفاً، أغلبهم من المؤهلين خريجي الجامعات، وصمم محمود رضا الرقصات التي استوحاها من فنون الريف والسواحل والصعيد والبرية، وقام بإخراجها تحت إشراف الدكتور حسن فهمي ورعايته، وبفضل هذا التكوين الراقي اكتسب فن الرقص احترام كافة طبقات المجتمع.
وفي عام 1961 صدر قرار جمهوري بضم الفرقة إلى وزارة الثقافة. وأصبحت الفرقة تابعة للدولة وقام على إدارتها الشقيقان محمود وعلي رضا، وفي عام 1962 انتقلت عروض الفرقة إلى مسرح متروبول حيث أصبح لها منهج خاص وملامح مميزة في عروض الرقص الشرقي، ثم كان اللقاء الفني بين محمود رضا والموسيقار علي إسماعيل الذي أثمر أول أوركسترا خاص بالفنون الشعبية بقيادته والذي أعاد توزيع الموسيقى لأعمال الفرقة السابقة، وقام بتلحين الأوبريتات الاستعراضية:
- وفاء النيل.
- على بابا والأربعين حرامي.
- رنة الخلخال.

وانتقلت الفرقة بعد ذلك إلى مسرح 26 يوليو بالعتبة ثم مسرح نقابة المهندسين ثم دار الأوبرا المصرية، وأخيراً مسرح البالون حيث استقرت به حتى الآن. وفي فترة السبعينات وصل عدد الفنانين من الراقصين والراقصات والموسيقيين إلى 180 فناناً، حينئذ قرر محمود رضا تقسيم الفرقة إلى ثلاثة أقسام:
- الفريق الأساسي الذي يقدم العروض داخل وخارج مصر.
- فريق يمثل الصف الثاني للفرقة.
- فريق يتكون من مجموعات تحت التدريب.

وتأسس بعد ذلك مركز لتخريج دفعات من الأعضاء لدعم الفرقة وهي مدرسة فرقة رضا للمواهب الجديدة، وفي الثمانينات قدمت الفرقة لوناً جديداً من ألوان الرقص وهو الموشحات الراقصة التي لاقت نجاخاً كبيراً ومنها: «عجبا لغزال قتال عجبا» وموشح «لحظ رنا» من تأليف وتلحين فؤاد عبد المجيد.

## عدد أعضاء الفرقة حالياً
الراقصات: 24
الراقصون: 24
موسيقيون وكورال: 60

## بعض رقصات الفرقة
- حرامي القفة.
- بائع العرقسوس.
- المراكبي.
- الشمعدان.
- العصايا.
- خمس فدادين.
- الشاويش عطية.
- النوبة.
- زينة البدو.
- بنت اسكندرانية.
- زوج الأربعة.

الطبول

## الأفلام السينمائية
قامت الفرقة ببطولة ثلاثة أفلام سينيمائية لاقت نجاحاً جماهيرياً عريضاً وهي:
- أجازة نصف السنة
- غرام في الكرنك
- حرامي الورقة
- الرجل الثاني، 1959

## أهم الرحلات
طافت الفرقة دول العالم أكثر من 5 مرات، واحتلت المراكز الأولى في معظم المحافل والمهرجانات الدولية والتي حضرها معظم ملوك ورؤساء الدول، وقدمت حوالي أكثر من 3000 عرض في مصر والعالم على أكبر المسارح العالمية منها:
- مسرح هيئة الأمم المتحدة في نيويورك وجنيف.
- مسرح الأولمبيا بباريس.
- مسرح ألبرت هول بلندن.
- مسرح بيتهوفن في بون.
- مسرح ستانسلافسكي في الإتحاد السوفيتي.

## بعض العروض التي قدمتها الفرقة

### داخل مصر
- عروض الأعياد القومية والمناسبات الفنية لمحافظات مصر.
- افتتاح فرق الناشئين لكأس العالم تحت 17 سنة 1997 (قاعة المؤتمرات مدينة نصر).
- المؤتمر التعليمي (فندق موفنبيك مصر الجديدة).

تقدم الفرقة برامجها الدائمة سنوياً على مسرح البالون بالقاهرة وتشترك في الموسم الصيفي بالأسكندرية والمدن الساحلية الأخرى.

### خارج مصر
- مهرجان القطن المصري (نيودلهي 1960).
- المهرجان الشعبي بيوغسلافيا (سراييفو 1961).
- مهرجان برلين السينمائي (برلين 1971).
- مهرجان الفلكلور المصري (بيروت 1971).
- مهرجان قرطاج (تونس 1973).
- مهرجان الحديقة (لندن 1984).
- مهرجان هيوستن (أمريكا 1993).
- مهرجان الصداقة الدولي (اليابان 1996).

## بعض الراقصين في الفرقة منذ البداية حتى الآن
- محمود رضا
- فريدة فهمي.
- هناء الشوربجي.
- الجداوي رمضان.
- محمد حسام الدين.
- حسن عفيفي.
- حسن السبكي.
- نبيل مبروك.
- سميرة تيسير.
- هدى عبد العزيز.
- هيلين سمولينز.
- إيهاب أحمد حسن.
- عصام زكريا.
- محمد أبو الفتح.
- امتياز رشدي.
- سمير عبدالله عثمان
- السيد على امين(سيد الجوكر).
- هناء محمود الصباح( هالة الصباح).
- سعاد سيد احمد.

## من أهم المدربين منذ البداية وحتى الآن
- محمود رضا.
- نيفين رامز.
- لطيفة توفيق.
- سامي صديق.
- أنس أحمد نبيه.
- أحمد شلبي.
- الجداوى رمضان.
- فاروق مصطفى.
- سمير على امين (سمير الجوكر).

## مصممو الديكور والملابس
- صلاح عبد الكريم.
- رؤوف عبد المجيد.
- فريدة فهمي.
- كوثر محمد أحمد.

## من أهم مصممي الرقصات
- محمود رضا.
- الجداوي رمضان.
- نبيل مبروك.
- ببا السيد.
- حسن السبكي.
- محمد حسام الدين سامي صديق.
- فاروق مصطفى.

## من أهم الملحنين
- علي إسماعيل.
- بليغ حمدي.
- فاروق سلامة.
- عبد العظيم عويضة.
- حلمي بكر.
- إبراهيم رأفت.
- مصطفى حميدو.

## من أهم مؤلفي الأغاني
- سمير محبوب.
- سمير الطائر.
- نبيلة قنديل.
- محمد العرابي.
- حسن كمال.

## من أهم المطربين
- كارم محمود.
- محمد العزبي.
- فايد محمد فايد.
- عمر فتحي.
- محمد رؤوف.[1]
- عادل فايد.
- فؤاد عبد المجيد.
- مصطفى سامى.
- خالد عبد الحليم.

## قائدو الأوركسترا
- علي إسماعيل.
- كمال هـلال.
- منير الوسيمي.
- ماهر عرابي.
- حسيب عباس.القائد الحالى وعازف الكمان بفرقه الراحلة أم كلثوم سابقا
- محمد حامد متولى

## من أهم الشخصيات التي شاهدت عروض الفرقة
- الرئيس جمال عبد الناصر والرئيس الروسي خوروشوف (أسوان 1964).
- الملك حسين (مهرجان جرش بالأردن 1983).
- الرئيس أنور السادات.
- الرئيس حسني مبارك.

## مديرو الفرقة السابقون
- محمود رضا (1960 - 1986).
- الجداوي رمضان (1986 - 1997).
- وهيب لبيب (1997 - 1998).
- حسام العزيزي (1998).
- عبد الرحمن الشافعي (بجانب عمله كرئيس للبيت الفني 1998).
- نيفين رامز
- سامى صديق
- ايهاب حسن.
- منى مصطفى.
- ماجده ابراهيم.

## أهم الجوائز التي حصلت عليها الفرقة
- جائزة مهرجان يوغوسلافيا (كوبير) 1960 المركز الأول وعلم المهرجان.
- وسام الكوكب الأردني 1967 من الملك حسين.
- عام 1968 فازت الفرقة في ثلاث مسابقات متفرقة:

الأولى والثانية: عن رقصة «النوبة» (الميدالية الذهبية)
الثالثة: عن رقصة «يا مراكبي» (الميدالية الذهبية).
- الجائزة الأولى والميدالية الذهبية في مهرجان جوهانسبرج 1995.
- كما حصلت الفرقة على العديد من الشهادات التقديرية في جميع العروض الداخلية والخارجية وما زالت تشارك في العديد من المناسبات الفنية والقومية والعالمية والمؤتمرات الدولية والمهرجانات.